# Arroyo de la Encomienda
Arroyo de la Encomienda település Spanyolországban, Valladolid tartományban. Arroyo de la Encomienda Valladolid, Simancas, Ciguñuela és Zaratán községekkel határos. Lakosainak száma 22 268 fő (2024).

## Népesség
A település lakosságának változását az alábbi diagram mutatja:
| Lakosok száma | 4085 | 5709 | 9590 | 11 716 | 15 680 | 17 572 | 19 421 | 20 179 | 21 369 | 22 268 |
|               | 2001 | 2004 | 2007 | 2009   | 2012   | 2014   | 2017   | 2019   | 2022   | 2024   |